# Union Station (Metro de Washington)
Union Station es una estación en la línea Roja del Metro de Washington y es administrada por la Autoridad de Tránsito del Área Metropolitana de Washington. La estación se encuentra localizada en el cuadrante Noroeste, en el Distrito de Columbia en la Primera Calle.
La estación está localizada en el cuadrante Noreste de la ciudad bajo el extremo de Union Station, la principal estación de Washington D. C., en donde se pueden hacer conexiones a las líneas ferroviarias de Amtrak al igual que los trenes regionales y suburbanos de Virginia Railway Express y MARC.
El servicio empezó el 27 de marzo de 1976 con la apertura de la línea Roja. Es la estación más atestada del sistema, con un promedio de 33.000 pasajeros a la semana al 3 de mayo de 2006.